# En attendant L'Apogée : les Chroniques du 75
 (juin 2013).
Si vous disposez d'ouvrages ou d'articles de référence ou si vous connaissez des sites web de qualité traitant du thème abordé ici, merci de compléter l'article en donnant les références utiles à sa vérifiabilité et en les liant à la section « Notes et références ».
Albums de Sexion d'Assaut
L'École des points vitaux
(2010) L'Apogée
(2012)
Singles
1. Paris va bien
Sortie : 12 février 2011
2. Qui t'a dit ?
Sortie : 12 mars 2011
3. Plus qu'un son
Sortie : 1er avril 2011
4. À bout d'souffle
Sortie : 11 avril 2011

En attendant L'Apogée : les Chroniques du 75 est une mixtape du groupe Sexion d'Assaut, publié sous forme d'un CD/DVD le 4 avril 2011 et produit par le label Wati B.

## Historique
Le 23 septembre 2010, la Sexion d'Assaut annonce les En attendant L'Apogée : les Chroniques du 75  par le biais d'une vidéo. Le concept reprend celui des Chroniques du 75 sorti en 2009, à la différence que cette œuvre ne sort pas sous la forme de net-tape mais en DVD, après le succès commercial de l'album L'École des points vitaux. Six morceaux ont été publiés gratuitement ainsi que cinq clips.
Le DVD est sorti le 4 avril 2011, accompagné d'un CD regroupant les pistes audio. Comme dans le premier volume, il y a un solo de chaque membre du groupe, ainsi que des alliances entre différents membres afin que le public découvre plus profondément la personnalité de chacun des membres de la Sexion d'Assaut[non neutre].
Le 12 février sort le premier single : Paris va bien. Il n'est pas disponible en téléchargement gratuit mais téléchargeable sur iTunes. Le vendredi 12 mars sort le 1er clip sur YouTube Qui t'a dit ?" qui n'est pas sorti sous forme audio mais directement décliné en clip. Ce morceau reprend l'air de Here Comes the Hotstepper d'Ini Kamoze.
Les huit membres du groupe apparaissent dans la mixtape, cependant Dry qui était en featuring sur les deux précédents projets n'y participe pas.
Le projet se classe 3e au classement des ventes d'album en France avec plus de 16 000 exemplaires vendus en une semaine. Puis 7e au bout de 2 semaines avec plus de 25 000 exemplaires vendus.[réf. nécessaire]

## Classements hebdomadaire
| Pays                         | Meilleure position |
| ---------------------------- | ------------------ |
| Belgique (Wallonie Ultratop) | 10                 |
| France (SNEP)                | 3                  |
| Suisse (Schweizer Hitparade) | 46                 |

## Meilleures positions des pistes dans les hit-parades
| Titre de la piste |    |   |  |
| ----------------- | -- | - |  |
| Paris va bien     | 17 | 4 |  |
| Qui t'a dit ?     | 18 | 2 |  |
| À bout d'souffle  | 27 | - |  |
| Plus qu'un son    | 79 |   |  |

## Liste des pistes
| No  | Titre                | Auteur                                                                     | Compositeur(s)       | Durée |
| --- | -------------------- | -------------------------------------------------------------------------- | -------------------- | ----- |
| 1.  | Paris va bien        | Maître Gims, Lefa, Barack Adama, Black Mesrimes                            | Wati B, Stan-E, Akad | 3:57  |
| 2.  | Qui t'a dit ?        | Maître Gims, Lefa, Black Mesrimes                                          | Wati B, Wisla        | 4:27  |
| 3.  | B.S.S.               | Lefa, Jr O Crom                                                            | Wati B, Stan-E, Akad | 3:14  |
| 4.  | Breh                 | Barack Adama, Jr O Crom, Maître Gims, Doomams, Black Mesrimes, Maska, Lefa | Wati B, Stan-E, Akad | 4:21  |
| 5.  | Traqué               | Maska                                                                      | Sinima               | 3:30  |
| 6.  | Vu la haine que j'ai | Lefa, Black Mesrimes                                                       | Wati B, Stan-E, Akad | 4:35  |
| 7.  | Ra-Fall              | Lefa                                                                       | Wati B, Stan-E, Akad | 4:06  |
| 8.  | Le relais            | Lefa, Black Mesrimes, Barack Adama, Jr O Crom, Maska, Doomams, Maître Gims | Wati B, Matkill      | 5:14  |
| 9.  | A.D.                 | Barack Adama                                                               | The Unbeatables      | 4:31  |
| 10. | À bout d'souffle     | Maître Gims, Maska, Lefa, Jr O Crom                                        | Wati B               | 3:36  |
| 11. | Pas d'chance         | Black Mesrimes, Barack Adama, Lefa                                         | Shiny, Wati B        | 2:59  |
| 12. | Black Shady Part.2   | Black Mesrimes                                                             | Wati B, Stan-E, Akad | 3:36  |
| 13. | O'brothers           | Lefa, Doomams, Jr O Crom                                                   | Fleomatique          | 3:22  |
| 14. | Flow d'killer        | Jr O Crom                                                                  | Ali                  | 2:33  |
| 15. | Cramponnez-vous      | Black Mesrimes, Maître Gims                                                | Wati B, Matkill      | 3:30  |
| 16. | Mamadou              | Doomams                                                                    | Fenix                | 3:47  |
| 17. | Instinct de survie   | Maska, Lefa, Jr O Crom, Doomams                                            | Allrounda            | 3:54  |
| 18. | Boy's in the hood    | Jr O Crom, Doomams                                                         | Wati B, Stan-E, Akad | 3:35  |
| 19. | Noir                 | Maître Gims                                                                | Wati B, Stan-E, Akad | 5:19  |
| 20. | Plus qu'un son       | Maska, Lefa, Doomams, Barack Adama                                         | Wati B, Matkill      | 4:01  |

## Liste des clips
- Le Relais - Réalisation : Daylight
- AD (Africain Déterminé) - réalisation : Daylight
- Instinct De Survie - réalisation : Daylight
- Cramponnez-Vous - réalisation : Jephté "Kyu" Baloki / Zéro Trois
- Ra-Fall - réalisation : Jephté "Kyu" Baloki / Zéro Trois
- Noir - réalisation : Jeremy Douay / John Seventime / Shawny 8.0 / Flo H.S.A
- Qui t'a dit ? - réalisation : Lams Diakito
- Paris va bien - réalisation : Lams Diakito
- BSS - réalisation : Hustler Game
- Traqué - réalisation : Jephte "Kyu" Baloki / Zero Trois
- Vu la Haine que j'ai - réalisation : Daylight
- A Bout d'Souffle - réalisation : Lams Diakito
- Pas d'Chance - réalisation : Hustler Game
- Black Shady Part.2 - réalisation : Ugo Mangin
- O'Brothers - réalisation : Jephte "Kyu" Baloki / Jeremy Douay / Shawny 8.0 / Zero Trois
- Flow d'Killer - réalisation : Jeff
- Mamadou - réalisation : Daylight
- Boy's In The Hood - réalisation : Daylight
- Plus qu'un Son - réalisation : Jeff
- HLM Life - réalisation : Daylight

Le clip de Paris va Bien ne figure pas sur le DVD et le morceau Breh est le seul à ne pas avoir de clip. HLM. Life est un solo de Petrodollars dont seule la version clip existe.

### Documentaire
Le DVD contient aussi un documentaire retraçant la vie des membres de la Sexion, leur parcours… Dans la partie L'apogée, on entend et voit le groupe en train de travailler sur un projet de leur prochain album qui deviendra Mets pas celle là.

## Note et référence
1. ↑  Ultratop.be – Sexion d'Assaut – En attendant l'Apogée - Les chroniques du 75. Ultratop 200 albums. Ultratop et Hung Medien / hitparade.ch. Consulté le 10 mai 2015.
2. ↑  Lescharts.com – Sexion d'Assaut – En attendant l'Apogée - Les chroniques du 75. SNEP. Hung Medien. Consulté le 10 mai 2015.
3. ↑  (en) Swisscharts.com – Sexion d'Assaut – En attendant l'Apogée - Les chroniques du 75. Schweizer Hitparade. Hung Medien. Consulté le 10 mai 2015.